# Maserati A6GCS

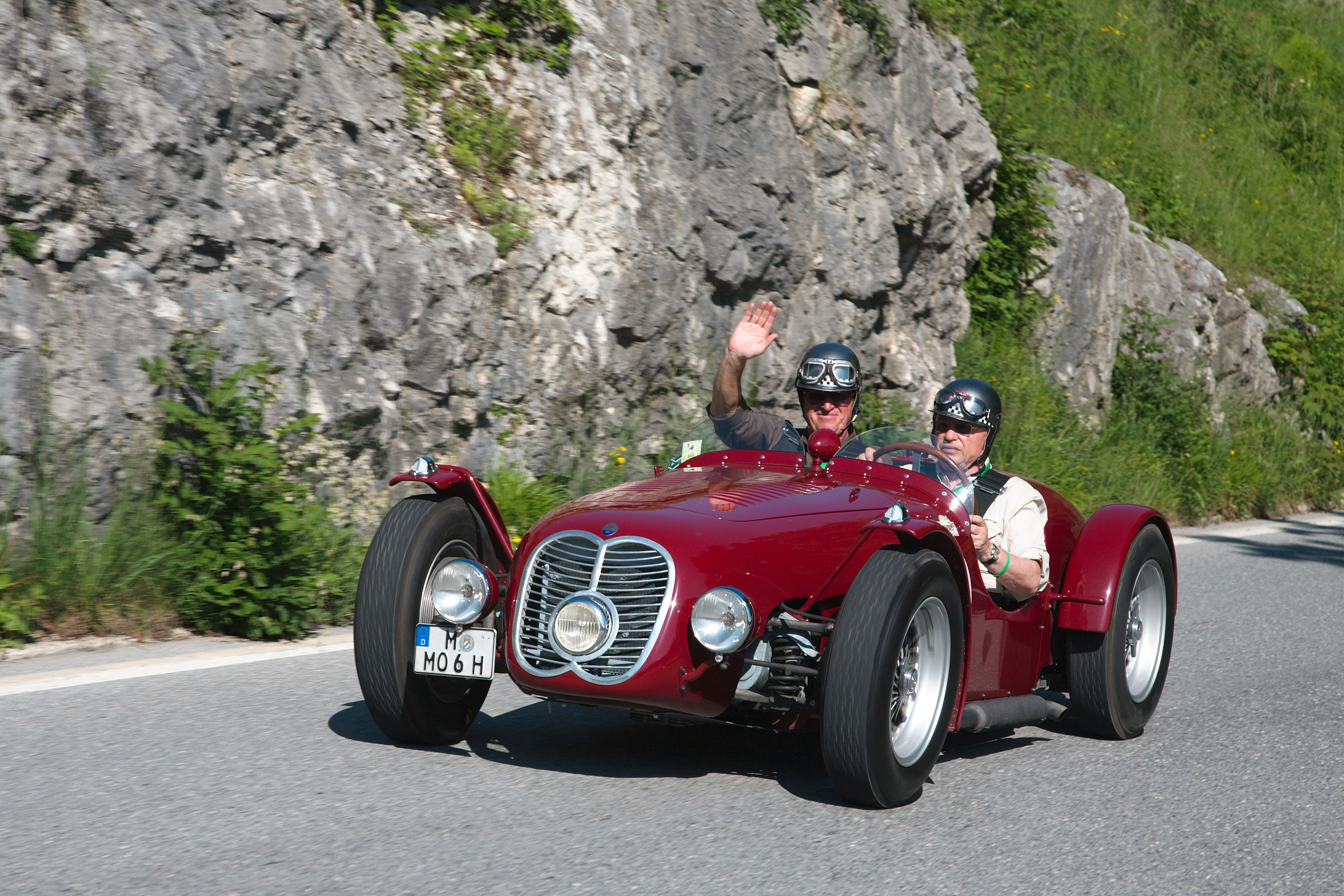
Maserati A6GCS, Baujahr 1947

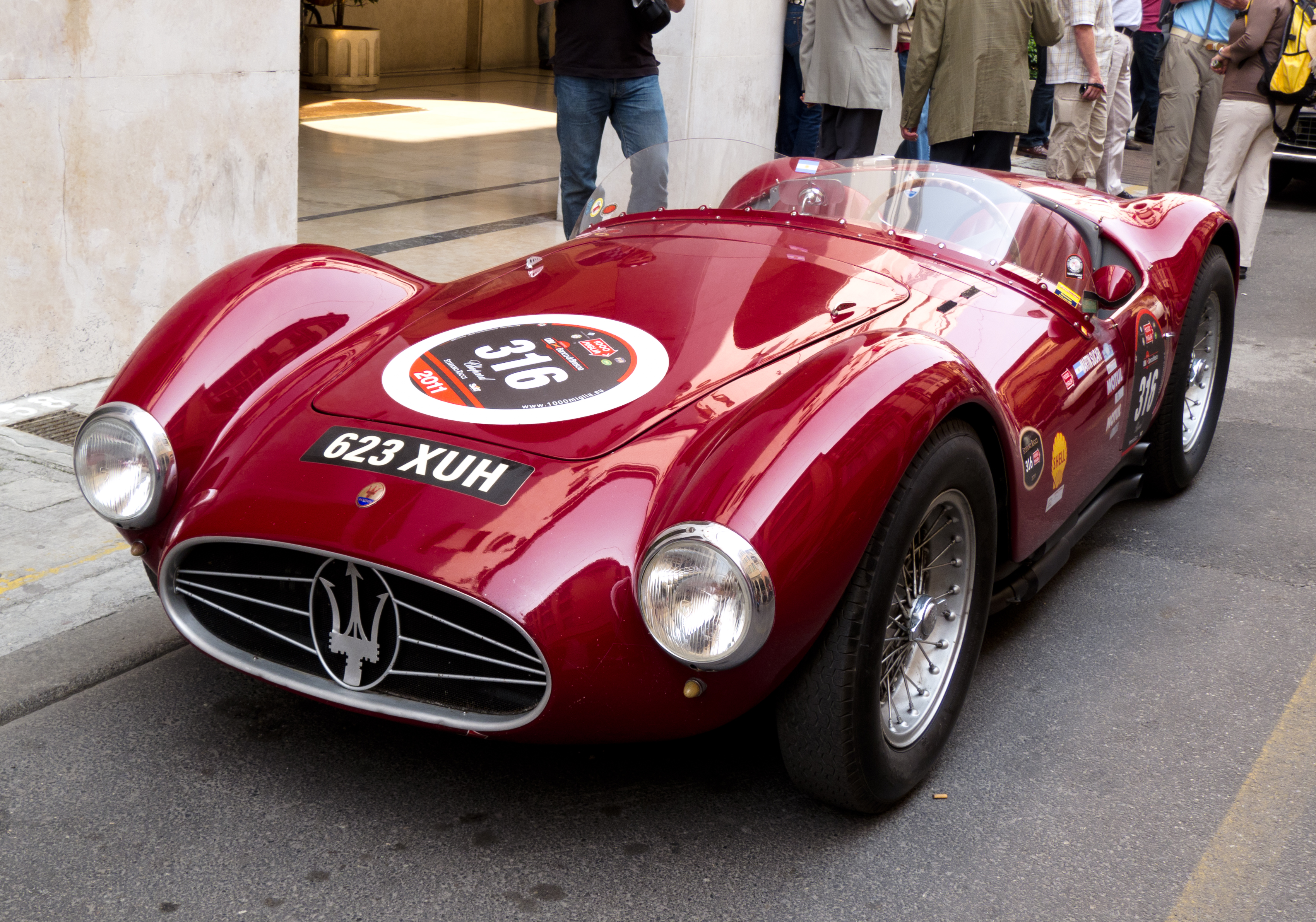
Maserati A6GCS, Baujahr 1954

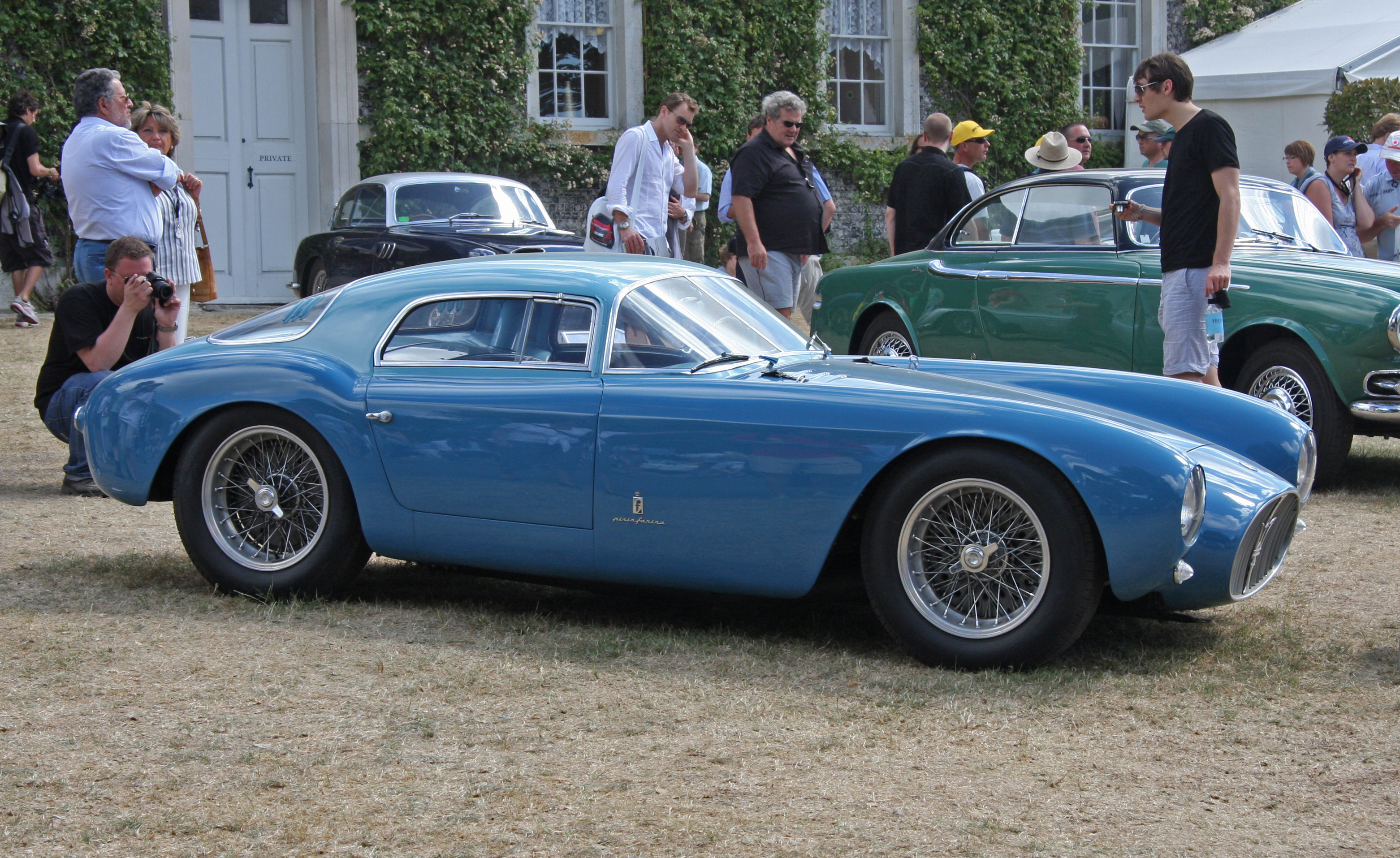
Maserati A6GCS Berlinetta

Der Maserati A6GCS, auch Maserati 2000 Sport, war ein Sportwagen-Prototyp, der erstmals 1947 bei Maserati entwickelt wurde.

## Entwicklungsgeschichte und Technik

### Die Urversion
Die lange Bauzeit des A6GCS führte dazu, dass unter dieser Modellbezeichnung Fahrzeuge mit unterschiedlicher Karosserieform gebaut wurden, die mehr oder weniger auf derselben Fahrgestellkonstruktion beruhten. Die Wagen waren technisch mit dem Straßensportwagen A6 und seinem Nachfolger A6G verwandt. A6G.CS war die ursprüngliche interne Produktbezeichnung und beruhte auf A für Alfieri – obwohl er erst 1953 zu Maserati kam – 6 für Sechszylinder, G für Ghisa (Gusseisen), C für Corsa (Rennen) und S für Sport. Vermarktet wurden die Modelle zur Bauzeit als 2000 Sport. In den Ergebnislisten der verschiedenen Sportwagenrennen werden die Fahrgestelle als A6GCS bezeichnet. 1953 verschwand auch der Punkt zwischen A6G und CS. Intern wurde nunmehr mit A6GCS/53 auf Veränderungen bei Fahrgestell, Motor und Karosserie verwiesen.
Maserati hatte schon vor dem Zweiten Weltkrieg gute Erfahrungen mit dem Einnockenwellen-Motor gemacht. Auch nach dem Krieg wurde diese Bauart weiterverfolgt. Diese Motorvariante war mit der Grund für den Verkaufserfolg des A6GCS. In vielen Werkstätten Italiens konnten die Motoren leicht gewartet werden, was bei einem komplexeren Motor nicht möglich gewesen wäre. Für diesen Fahrzeugtyp erhielt der Sechszylinder-Reihenmotor vergrößerte Maße für Bohrung und Hub (72 × 81 mm), um auf 2 Liter Hubraum gebracht zu werden. 1953 änderte sich das Verhältnis auf 76,5 × 72 mm. Das Kurbelgehäuse war aus Gusseisen; Zylinderkopf und Ölwanne aus Leichtmetall-Legierung. Das Gemisch wurde von drei Weber-Doppelvergasern aufbereitet. Betrieben wurde der Motor mit einem Alkoholgemisch, da das damals handelsübliche Benzin qualitativ für die Verdichtung von 11 : 1 nicht ausreichte.
Die Fahrgestelle waren allesamt für Zweisitzer ausgelegt, bestanden aus runden Rohren und wurden bei Gilco Design in Mailand gefertigt. Die Räder waren vorn einzeln an doppelten Querlenkern mit Schraubenfedern aufgehängt, hinten gab es eine Starrachse an Ausleger-Blattfedern und Houdaille-Stoßdämpfern. Um eine niedrige Sitzposition für den Fahrer zu erreichen, wurde der Motor leicht seitlich geneigt eingebaut. Der Beifahrersitz war klein und eng. Zur Zeit der Renneinsätze in den 1940er- und 1950er-Jahren war das kein Problem, da die Fahrer in der Regel allein unterwegs waren. Erst bei den historischen Rennveranstaltungen der Gegenwart wurde das problematischer, sodass teilweise Cockpits umgebaut wurden. Ursprünglich sollten die A6GCS Berlinetta-Karosserien erhalten. Die Wagen der ersten Generation 1947 erhielten jedoch eine Monoposto-ähnliche Karosserieform mit freistehenden Rädern, die allerdings mit Kotflügeln verkleidet waren. Diese ließen sich leicht entfernen und der Beifahrersitz konnte ausgebaut werden, wodurch der Wagen ein Leergewicht von nur 580 kg hatte.
1948 übernahm Alberto Massimino das Projekt, der die Karosserien aerodynamisch verbesserte. Nunmehr waren die Kotflügel nur mehr mit Schellen an einem Gestänge befestigt und konnten noch leichter abgenommen werden. 1949 erhielten einige Modelle einen Motorblock aus Aluminium und eine Trockensumpfschmierung. Gebaut wurden die Karosserien überwiegend bei Fantuzzi in Modena.

### Veränderungen an Motor und Fahrwerk
Mit Beginn des Jahres 1953 war Gioacchino Colombo nach dem Ende der Rennaktivitäten von Alfa Romeo zu Maserati gewechselt. Schon 1950 hatte es erste Versuche mit einem Doppelnockenwellen-Motor gegeben, der später überarbeitet im A6GCM Verwendung fand. Umgekehrt wurde ab 1953 Technik aus dem Formel-2-Rennwagen in die neuen Modelle übernommen. In der Sportwagen-Weltmeisterschaft, die ab 1953 ausgetragen wurde, war handelsübliches Benzin Vorschrift, weshalb die Verdichtung auf 9 : 1 gesenkt wurde. Die meisten Wagen erhielten eine Doppelzündung und hatten eine Batterie und zwei Verteiler. Auch das Fahrgestell wurde verbessert: Um das Heck stabiler zu machen, wurde die hintere Starrachse nun an Längslenkern geführt.
Die neuen Karosserien hatten mit der bisherigen Form nichts mehr gemein. Fantuzzi, Fiandri e Malagoli und Pininfarina bauten zweisitzige vollverkleidete Spider-Karosserien, die Colombo selbst zeichnete. 1954 folgten ihnen Berlinettas. Maserati-Publikationen ist eine Gesamtstückzahl von 67 gebauten A6GCS in der Bauzeit von 1947 bis 1955 zu entnehmen, wobei 17 Stück der Urversion entsprachen und 52 den Modellen ab 1953.

## Renngeschichte
Der A6GCS war einer der erfolgreichsten Sportwagenzweisitzer der Automobilgeschichte. Die ungewöhnlich hohe Stückzahl an gebauten Einheiten war ein Zeichen für die Beliebtheit des Modells bei Privatfahrern. Das Modell gilt auch als der erfolgreichste Maserati-Rennwagen, mit dem insgesamt 40 Gesamtsiege eingefahren wurden.

### Die Phase der Urversionen von 1947 bis 1952
Zum ersten Mal gefahren wurde ein A6GCS bei der Mille Miglia 1947 mit Luigi Villoresi. Das Auto (Fahrgestellnummer 2003) hatte eine eigenwillige Aluminiumkarosserie von Ala d’Oro. Das Rennen kam eigentlich zu früh, Maserati wollte aber die erste Mille Miglia nach dem Krieg nicht versäumen. Prompt gab es einen Ausfall. Richtig ernst wurde es am 28. September 1947 beim Sportwagenrennen auf dem Circuito di Modena. Maserati meldete diesmal zwei Fahrzeuge für Villoresi und Alberto Ascari. Parallel zum A6GCS hatte Ferrari den 159S entwickelt. Mit dem Nachfolgemodell des Ferrari 125 hatte Franco Cortese bei der Coppa Acerbo den zweiten Rang für die Scuderia herausgefahren. In Modena kam es zum ersten Aufeinandertreffen der beiden Fahrzeugtypen. Mit dem Fallen der Startflagge ging Villoresi in Führung. Dem hohen Tempo, das er anschlug, fielen die Ferraris zum Opfer; beide fielen aus. Villoresi musste später wegen nachlassender Leistung Ascari passieren lassen. Das Rennen war von einem schweren Unfall überschattet, der nicht nur zu seinem Abbruch, sondern zum Ende dieser Rennveranstaltung führte. Giovanni Bracco hatte die Herrschaft über seinen Delage verloren und war in die Zuschauer gefahren. Fünf Personen wurden getötet und viele verletzt. Drei Jahre zog sich Bracco daraufhin vom Rennsport zurück. Der Sieg von Ascari zählte da wenig.
Nach Totalausfällen bei der Targa Florio und der Mille Miglia siegte Bracco 1948 bei der Coppa d’Oro delle Dolomiti. Bei einem Sportwagenrennen in Pescara hatte Bracco nach zwei Runden aufgegeben, weil die Zuschauer zu nahe an der Strecke standen und Erinnerungen an den Unfall aus dem Vorjahr wach wurden. Er übergab den Wagen an Ascari, der das Rennen gewann.

### Neue Versionen, neue Erfolge
1953 begann die Erfolgsserie der neuen Modelle. Bei der Targa Florio 1953 mussten sich Emilio Giletti und das Team Sergio Mantovani/Juan Manuel Fangio nur dem Lancia D20 von Umberto Maglioli geschlagen geben. Es folgten Siege beim Sportwagenrennen Caserta (Mantovani), dem Sportwagenrennen Bressuire (Musso) und vielen anderen Rennen in den nächsten Jahren.
Von 1947 bis 1961 waren A6GCS bei insgesamt 279 Rennen gemeldet, detailliert waren es 516 Rennstarts. Zum letzten Mal gemeldet war dieses Maserati-Modell bei der Targa Florio 1961.